# Munții Kurzi
Munții Kurzi sau Kurd-Dagh (în kurdă چیای کورمنج Çiyayê Kurmanc, în turcă  Kurt Dağı), în arabă جبل الأكراد) este o regiune muntoasă din nord-vestul Siriei și sud-estul Turciei. Este situat în Guvernoratul Alep din Siria și provincia Kilis din Turcia. Muntele kurd nu trebuie confundat cu vecinul Jabal al Akrad (Muntele kurzilor), care este situat mai la sud-vest spre coasta mediteraneeană.

## Locație și descriere
Munții Kurzi fac parte din Masivul calcaros din nord-vestul Siriei. Munții sunt o continuare sudică în platoul Alep al zonelor muntoase din partea de vest a platoului Aintab. Valea râului Afrin înconjoară Munții Kurzi de la est și sud și îi separă de câmpia Aʻzāz și Muntele Simeon la est și de la Muntele Harim la sud. Valea râului Aswad separă Muntele Kurd de Muntele Amanus la vest.
În Siria, se numără printre cei patru „munți etnici” din vestul Siriei, împreună cu munții al-Ansariyah („Muntele alawit”), Jabal Turkman („Muntele turkmenilor”) și Jabal al-Duruz („Muntele druzilor”).
Principalul oraș este Afrin (Efrîn în kurdă), în Siria. zona este cunoscută pentru producția sa de măsline și cărbune. Majoritatea populației kurde-dagh sunt Hanafi-musulmani, în timp ce majoritatea kurzilor sirieni sunt șafiiți-musulmani. Yazidiți au, de asemenea, o prezență în regiune.